# Mistrzostwa Świata w Biathlonie 1987
23. Mistrzostwa Świata w Biathlonie mężczyzn odbyły się w dniach 12–15 lutego 1987 w Lake Placid w USA.
4. Mistrzostwa Świata w Biathlonie kobiet odbyły się w fińskim Lahti w dniach 25–28 lutego 1987.

## Mężczyźni

### Sprint
| Medal | Zawodnik            | Narodowość | Strzelanie | Wynik   |
| ----- | ------------------- | ---------- | ---------- | ------- |
|       | Frank-Peter Roetsch | NRD        | 0+1        | 29:49,6 |
|       | Matthias Jacob      | NRD        | 0+2        | 30:38,8 |
|       | André Sehmisch      | NRD        | 1+1        | 30:55,4 |
| 4.    | Dmitrij Wasiljew    | ZSRR       | 0+0        | 30:59,6 |
| 5.    | Walerij Miedwiedcew | ZSRR       | 2+2        | 31:31,1 |
| 6.    | Jurij Kaszkarow     | ZSRR       | 3+0        | 31:36,1 |
| 7.    | Władimir Weliczkow  | Bułgaria   | 0+1        | 31:36,4 |
| 8.    | Franz Schuler       | Austria    | 1+2        | 31:38,1 |
| 9.    | Roger Westling      | Szwecja    | 0+1        | 31:49,1 |
| 10.   | Spas Złatew         | Bułgaria   | 0+0        | 31:53,8 |
| ...   |                     |            |            |         |
| 50.   | Kazimierz Urbaniak  | Polska     | 4+3        | 35:37,4 |

### Bieg indywidualny
| Medal | Zawodnik            | Narodowość        | Strzelanie | Wynik     |
| ----- | ------------------- | ----------------- | ---------- | --------- |
|       | Frank-Peter Roetsch | NRD               | 0+1+0+0    | 1:00:00,4 |
|       | Josh Thompson       | Stany Zjednoczone | 0+0+0+1    | 1:00:51,0 |
|       | Jan Matouš          | Czechosłowacja    | 0+0+0+0    | 1:01:15,3 |
| 4.    | Walerij Miedwiedcew | ZSRR              | 0+1+0+1    | 1:02:00,1 |
| 5.    | Jurij Kaszkarow     | ZSRR              | 1+0+0+1    | 1:02:35,9 |
| 6.    | Tapio Piipponen     | Finlandia         | 0+0+0+0    | 1:02:52,7 |
| 7.    | Peter Angerer       | RFN               | 0+1+0+1    | 1:02:56,2 |
| 8.    | Ernst Reiter        | RFN               | 0+0+0+1    | 1:03:44,1 |
| 9.    | Fritz Fischer       | RFN               | 0+0+1+1    | 1:03:52,1 |
| 10.   | Jiří Holubec        | Czechosłowacja    | 0+0+0+0    | 1:03:52,6 |
| ...   |                     |                   |            |           |
| 34.   | Kazimierz Urbaniak  | Polska            | 1+1+1+2    | 1:08:36,1 |

### Sztafeta
| Pozycja | Reprezentacja | Zawodnicy                                                            | Strzelanie | Wynik     |
| ------- | ------------- | -------------------------------------------------------------------- | ---------- | --------- |
|         | NRD           | Jürgen Wirth Frank-Peter Roetsch Matthias Jacob André Sehmisch       | ?          | 1:25:02,3 |
|         | ZSRR          | Dmitrij Wasiljew Aleksandr Popow Jurij Kaszkarow Walerij Miedwiedcew | ?          | 1:27:12,1 |
|         | RFN           | Ernst Reiter Herbert Fritzenwenger Peter Angerer Fritz Fischer       | ?          | 1:27:21,1 |
| 4.      | Norwegia      | Bjarne Thomassen Øivind Nerhagen Eirik Kvalfoss Gisle Fenne          | ?          | 1:28:20,2 |
| 5.      | Finlandia     | Risto Moisejeff Juha Tella Tapio Piipponen Antero Lähde              | ?          | 1:29:03,0 |
| 6.      | Austria       | Anton Lengauer-Stockner Egon Leitner Franz Schuler Alfred Eder       | ?          | 1:30:42,1 |
| 7.      | Francja       | Hervé Flandin Éric Claudon Hervé Balland Lionel Laurent              | ?          | 1:31:38,5 |
| 8.      | Włochy        | Werner Kiem Gottlieb Taschler Johann Passler Andreas Zingerle        | ?          | 1:32:06,1 |

## Kobiety

### Sprint
| Medal | Zawodniczka          | Narodowość        | Strzelanie | Wynik   |
| ----- | -------------------- | ----------------- | ---------- | ------- |
|       | Jelena Gołowina      | ZSRR              | 0+0        | 21:14,7 |
|       | Wieniera Czernyszowa | ZSRR              | 0+1        | 21:51,9 |
|       | Anne Elvebakk        | Norwegia          | 0+2        | 22:12,1 |
| 4.    | Kaija Parve          | ZSRR              | 2+1        | 22:14,4 |
| 5.    | Siv Lunde            | Norwegia          | 2+0        | 22:16,1 |
| 6.    | Marija Manołowa      | Bułgaria          | 0+3        | 22:44,8 |
| 7.    | Lise Meloche         | Kanada            | 1+1        | 22:46,7 |
| 8.    | Nadija Biełowa       | ZSRR              | 0+1        | 22:53,3 |
| 9.    | Anna Sonnerup        | Stany Zjednoczone | 0+1        | 22:57,8 |
| 10.   | Cwetana Krastewa     | Bułgaria          | 1+3        | 23:08,5 |
| ...   |                      |                   |            |         |
| 12.   | Małgorzata Ruchała   | Polska            | 2+3        | 23:15,4 |
| 37.   | Anna Podżorska       | Polska            | 3+3        | 26:24,3 |
| 41.   | Monika Legierska     | Polska            | 3+5        | 28:04,3 |

### Bieg indywidualny
| Medal | Zawodnik             | Narodowość | Strzelanie | Wynik   |
| ----- | -------------------- | ---------- | ---------- | ------- |
|       | Sanna Grønlid        | Norwegia   | 2+0+0      | 42:42,8 |
|       | Kaija Parve          | ZSRR       | 0+0+2      | 43:31,1 |
|       | Tuija Vuoksialo      | Finlandia  | 0+2+0      | 44:56,8 |
| 4.    | Pirjo Mattila        | Finlandia  | 1+1+0      | 46:01,4 |
| 5.    | Wieniera Czernyszowa | ZSRR       | 3+0+0      | 46:06,9 |
| 6.    | Siv Lunde            | Norwegia   | 1+1+2      | 46:07,9 |
| 7.    | Jelena Gołowina      | ZSRR       | 2+1+0      | 46:10,7 |
| 8.    | Lise Meloche         | Kanada     | 1+0+1      | 46:21,7 |
| 9.    | Eva Korpela          | Szwecja    | 2+1+3      | 47:00,5 |
| 10.   | Aino Kallunki        | Finlandia  | 0+3+0      | 47:28,5 |
| ...   |                      |            |            |         |
| 22.   | Małgorzata Ruchała   | Polska     | 4+2+3      | 51:00,1 |
| 37.   | Anna Podżorska       | Polska     | 3+3+4      | 57:49,1 |
| 39.   | Monika Legierska     | Polska     | 2+3+5      | 58:26,2 |

### Sztafeta
| Pozycja | Reprezentacja | Zawodniczki                                      | Strzelanie | Wynik |
| ------- | ------------- | ------------------------------------------------ | ---------- | ----- |
|         | ZSRR          | Jelena Gołowina Wieniera Czernyszowa Kaija Parve | ?          | ?     |
|         | Szwecja       | Inger Björkbom Mia Stadig Eva Korpela            | ?          | ?     |
|         | Norwegia      | Anne Elvebakk Sanna Grønlid Siv Lunde            | ?          | ?     |

## Klasyfikacja medalowa
| Miejsce | Państwo           |   |   |   | Razem |
| ------- | ----------------- | - | - | - | ----- |
| 1.      | NRD               | 3 | 1 | 1 | 5     |
| 2.      | ZSRR              | 2 | 3 | 0 | 5     |
| 3.      | Norwegia          | 1 | 0 | 2 | 3     |
| 4.      | Stany Zjednoczone | 0 | 1 | 0 | 1     |
| 4.      | Szwecja           | 0 | 1 | 0 | 1     |
| 6.      | Czechosłowacja    | 0 | 0 | 1 | 1     |
| 6.      | Finlandia         | 0 | 0 | 1 | 1     |
| 6.      | RFN               | 0 | 0 | 1 | 1     |